# Retrograde Bewertung
Die retrograde Bewertung ist ein Bewertungsverfahren im Rechnungswesen, mit dem sich die Anschaffungskosten rückwärts aus dem Verkaufspreis errechnen lassen. Die Methode findet besonders dann Anwendung, wenn ein Rohstoff durch Verarbeitungsprozesse der Art umgewandelt wird, dass Verkaufsprodukte unterschiedlichster Ausprägung entstehen und dementsprechend zu sehr unterschiedlichen Preisen abgesetzt werden. Beispiele hierzu findet man in der Lebensmittelindustrie.
Die retrograde Bewertung in der Grundstückswertermittlung bezeichnet den Vorgang, dass ein Objekt zu einem zurückliegenden Bewertungsstichtag zu bewerten ist – dabei hat sich der Sachverständige in den Erkenntnisstand zurückzuversetzen, den er zum zurückliegenden Bewertungsstichtag hätte haben können.

## Vorgehensweise
Lassen sich die Anschaffungskosten nicht direkt ermitteln, da die Auszeichnung mit den Verkaufspreisen, zum Beispiel im Handelsgeschäft, teilweise bereits im Einkauf erfolgt, so bietet dieses Bewertungsverfahren die Möglichkeit einer nachträglichen Ermittlung.
Von den gegebenen Verkaufspreisen wird die durchschnittliche Rohgewinnspanne abgezogen, so dass die Anschaffungskosten als Restwert übrig bleiben. Eventuell im Einkauf erhaltene Preisnachlässe sind ebenfalls zu beachten und wirken sich mindernd auf die Anschaffungskosten aus.

## Beispiel
- Verkaufspreis eines Teppiches: 5000 €
- Durchschnittlicher Rohgewinnaufschlag: 70 %
- Erhaltene Preisnachlässe: 10 %

Die Anschaffungskosten nach Abzug des Rohgewinns würden somit 5000/(1+0,7) = € 2941,18 betragen. Da von diesem jedoch noch die erhaltenen Preisnachlässe abgezogen werden müssen, ergeben sich abschließende Anschaffungskosten von 2941,18*(1-0,1) = 2647,06 €.